# Marathon van Frankfurt 2001
De marathon van Frankfurt 2001 werd gelopen op zondag 28 oktober 2001. Het was de twintigste editie van de marathon van Frankfurt. De Est Pavel Loskutov kwam als eerste over de streep in 2:11.09. De Duitse Luminita Zaituc won bij de vrouwen in 2:26.01. In totaal schreven 11308 lopers zich in voor de wedstrijd waarvan er 8799 finishten.

## Uitslagen

### Mannen
| rang   | naam               | land | tijd    |
| ------ | ------------------ | ---- | ------- |
| Goud   | Pavel Loskutov     | EST  | 2:11.09 |
| Zilver | Artur Osman        | POL  | 2:11.46 |
| Brons  | Henry Cherono      | KEN  | 2:12.25 |
| 4      | Yoshifumi Miyamoto | JPN  | 2:12.47 |
| 5      | Michael Bartoszak  | POL  | 2:12.59 |
| 6      | Toshiyuki Sakai    | JPN  | 2:13.50 |
| 7      | Kenichi Kawakubo   | JPN  | 2:15.14 |
| 8      | Michael Fietz      | GER  | 2:16.23 |
| 9      | Dan Robinson       | GBR  | 2:16.51 |
| 10     | Sebastian Bürklein | GER  | 2:16.52 |

### Vrouwen
| rang   | naam             | land | tijd    |
| ------ | ---------------- | ---- | ------- |
| Goud   | Luminita Zaituc  | GER  | 2:26.01 |
| Zilver | Melanie Kraus    | GER  | 2:31.29 |
| Brons  | Lena Gavelin     | SWE  | 2:31.58 |
| 4      | Petra Wassiluk   | GER  | 2:32.59 |
| 5      | Inga Juodeskiene | LTU  | 2:33.01 |
| 6      | Annemette Jensen | DEN  | 2:33.21 |
| 7      | Manuela Zipse    | GER  | 2:34.29 |
| 8      | Ulrike Maisch    | GER  | 2:39.06 |
| 9      | Nili Abramski    | ISR  | 2:40.25 |
| 10     | Olena Rozhko     | UKR  | 2:45.26 |

1981 ·
1982 ·
1983 ·
1984 ·
1985 ·
1986 ·
1987 ·
1988 ·
1989 ·
1990 ·
1991 ·
1992 ·
1993 ·
1994 ·
1995 ·
1996 ·
1997 ·
1998 ·
1999 ·
2000 ·
2001 ·
2002 ·
2003 ·
2004 ·
2005 ·
2006 ·
2007 ·
2008 ·
2009 ·
2010 ·
2011 · 
2012 · 
2013 · 
2014 · 
2015 · 
2016 · 
2017